# Nagykamarás
Nagykamarás est un village et une commune du comitat de Békés en Hongrie.

## Personnalités célèbres
Les sœurs Kerez, Henrietta née en 1977 et Gabriella en 1979, actrices pornographiques.